# Mihail Suslov
Mihail Andrejevič Suslov (21. studenog 1902. – 25. siječnja 1982.) je bio sovjetski političar, ideolog komunističke partije i vladar iz sjene SSSR-a između 1955. i 1982. godine.

## Karijera
Brza administrativna karijera Mihaila Suslova počinje gotovo odmah po ulasku u punoljetnost 1921. godine kada se učlanjuje u komunističku partiju. Ubrzo potom Suslov upisuje ekonomski fakultet koji će uspješno završiti 1924. godine. Tada je ovoj mladoj "pravilno" educiranoj osobi ponuđeno mjesto predavača na fakultetu u Moskvi, što on objeručke prihvaća. Uspješno svladavši ovaj "partijski" zadatak 1931. godine je postavljen u inspekciju za provođenje Staljinovih čistki na području Urala i Ukrajine. Po završetku toga posla premješten je na poziciju prvog sekretara komunističke partije Stavropolja. Njegov tamošnji rad pun entuzijazma i nalaženje kontrarevolucionara primjećuje i sam Staljin, koji ga preko reda 1941. godine postavlja u Centralni komitet KP SSSR-a. Kako je Suslov svoju karijeru proslavio uhićenjima i protjerivanjima "proturevolucionarnih" elemenata tijekom Drugog svjetskog rata dobiva zadatak protjerivanja Čečena i drugih nelojalnih naroda s Kavkaza. U trenutcima kada je Crvena armija 1943. godine krenula u protuofenzivu oslobađajući velika područja svoje domovine, svima je u Moskvi postalo jasno da će njihov veliki čistač dobiti novi posao. To će 1944. godine postati područje Litve čiji narod je htio slobodu, a ne ponovno nasilno pripajanje SSSR-u. Tijekom tamošnjih čistki Suslov šalje cijela sela u Sibir. Navodno je na jednom sastanku CK KP Litve izjavio kako će Litva ubuduće biti bez Litvanaca. Svi ti uspješno obavljeni poslovi bivaju nagrađeni 1947. godine kada teško obolijeva Andrej Ždanov, Staljinov očekivani nasljednik i ideolog partije. Dobar dio ove njegove posljednje dužnosti Staljin odlučuje podariti Suslovu kada ga postavlja za šefa državne propagande i agitacije. Ubrzo po tome nakratko će postati glavni urednik lista Pravda, ali i gotovo vječiti član Politbiroa.

## Vladar iz sjene
Da li je Staljin razmišljao o proglašenju Suslova svojim nasljednikom pošto mu je de facto dao mjesto partijskog ideologa, danas više ne možemo znati. Jedino je sigurno da ga je smrt vođe SSSR-a 1953. godine ostavila na političkoj čistini bez zaštitnika. U prvim trenutcima Suslov se nije znao snaći pa nije niti pružio podršku vladi Maljenkova niti joj se protivio. To ga je koštalo mjesta u Politbirou koje će povratiti 1955. godine podrškom Hruščovu i njegovom preuzimanju vlasti. Tada on i formalno dobiva doživotnu funkciju šefa komunističke ideologije Sovjetskog Saveza. Kada se Maljenkov pokušao vratiti na vlast 1957. godine glasovanjem u Politbirou, Suslov je podržao upotrebu Žukova i prijetnje vojskom kako bi se izbjeglo drugo negativno glasovanje o povjerenju i obvezna smjena Hruščova. Ta podrška prvim godinama vladavine Hruščova se vremenom pretvara u razočaranje i razmišljanje o Hruščovljevoj izdaji revolucije, što svima postaje očito 1964. godine kada Suslov organizira preuzimanje vlasti kako bi novi šef države postao Leonid Brežnjev. Ova će zavjera ostvariti uspjeh 14. listopada 1964. godine kada se Hruščovu izglasava nepovjerenje. Tim događajem svim stranim državnicima postaje jasno kako stvarnu vlast SSSR-a u stvarnosti drži Suslov. Svi strani posjetitelji koji u preostalih 17 godina dolaze radi obavljanja važnih državnih poslova posjećuju Brežnjeva, ali obavezno i Suslova ako se ne žele vratiti kući neobavljena posla. Tijekom svih ovih godina on postaje sponzor budućeg vođe SSSR-a Jurija Andropova koji zajedno s njim podržava novu zvijezdu tamnoga sjaja Mihaila Gorbačova. Smrću Mihaila Suslova 25. siječnja 1982. godine otvara se velika sezona državnih sprovoda u Moskvi tijekom koje će u roku od 40 mjeseci umrijeti 3 vođe SSSR-a. Suslov je pokopan uz svojeg voljenog Staljina, a njegova je smrt obilježena trodnevnom državnom žalošću.